# Metalcyonidium gautieri
Metalcyonidium gautieri är en mossdjursart som beskrevs av Jean-Loup d'Hondt 1975. Metalcyonidium gautieri ingår i släktet Metalcyonidium och familjen Clavoporidae. Inga underarter finns listade i Catalogue of Life.